# Dormans
Dormans is een gemeente in het Franse departement Marne (regio Grand Est). De plaats maakt deel uit van het arrondissement Épernay, en ligt aan de Marne. Dormans telde op 1 januari 2022 2.898 inwoners.

## Verkeer en vervoer
In de gemeente ligt Station Dormans. Dormans ligt aan de D3 en heeft een aansluiting op de A4.

## Geografie
De oppervlakte van Dormans bedroeg op 1 januari 2022 22,58 vierkante kilometer; de bevolkingsdichtheid was toen 128,3 inwoners per km².

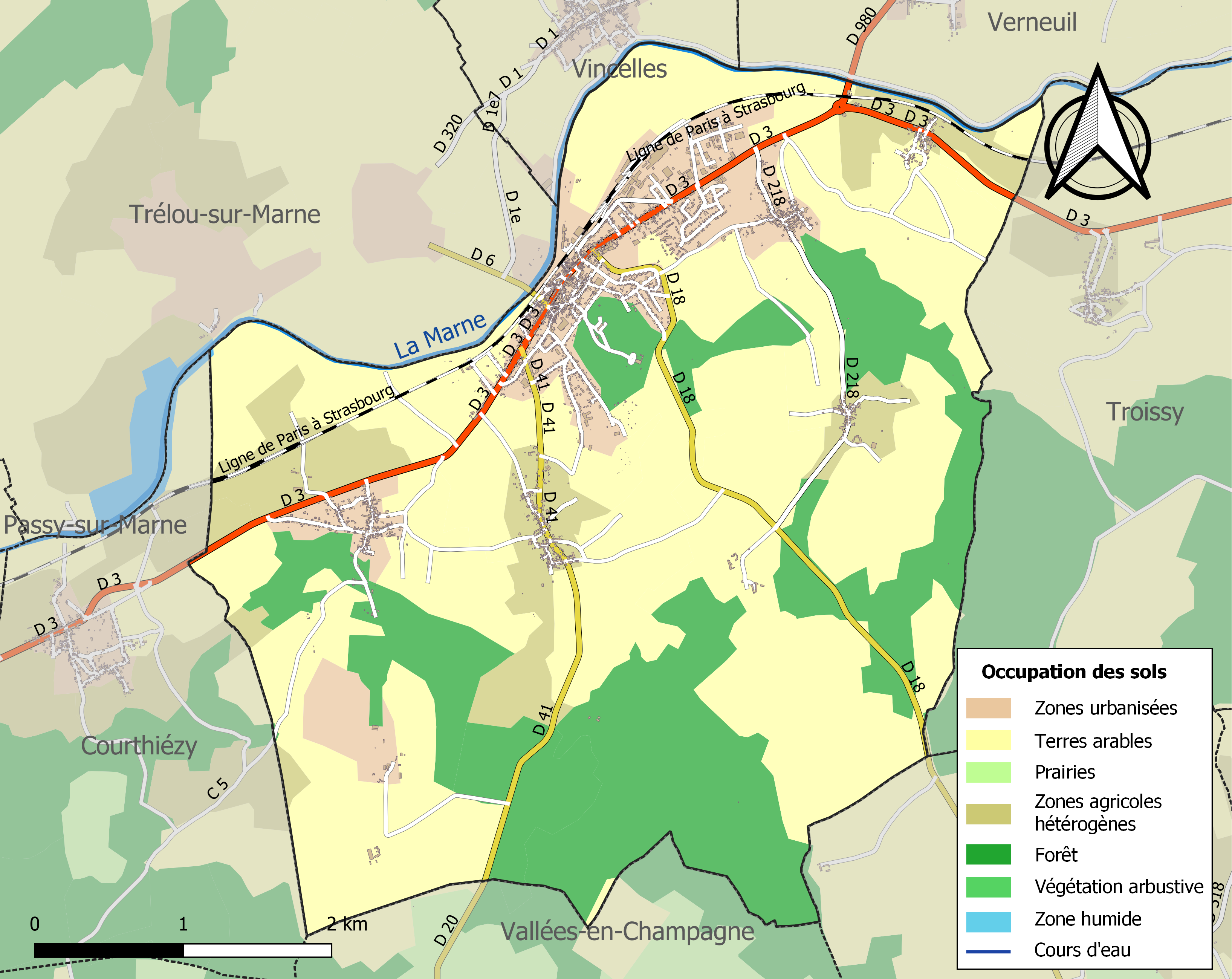
Kaart van de gemeente met de belangrijkste infrastructuur, bodemgebruik en omliggende gemeenten

## Demografie
Onderstaande figuur toont het verloop van het inwonertal (bron: INSEE-tellingen).

## Bezienswaardigheid
- Nécropole nationale de Dormans, met Franse gesneuvelden uit de Eerste en Tweede Wereldoorlog, een deel met Britse graven uit de Eerste Wereldoorlog, onder de naam Dormans French National Cemetery en een deel met Duitse graven uit de Eerste Wereldoorlog, onder de naam Deutscher Soldatenfriedhof Dormans.

## Geboren
- Jan van Dormans (14e eeuw), kardinaal en kanselier van Frankrijk
- Claude Nicolas Ledoux (1736-1806), architect

## Jumelage
- Dorsten (BRD), sinds 1981[2]